# Свети Николай (Негован)
„Свети Николай“ е православна църква на Софийската епархия на Българската православна църква, разположена в софийското село Негован.

## История
Строителството на храма започва в 1885 година. През есента на 1886 година църквата „Свети Николай“ е завършена и на 8 септември 1886 година е осветена от митрополит Партений.
Отвън на северната стена на църквата върху червения пясъчник е издълбан и разчетен следния надпис:
| „ | НАСТОЯЩИТО ЗДАНИЕ БОЖЕСТВЕНИА ХРАМ СВ. НИКОЛА ... ИЗРАБОТ......... ОТ АРХИТЕКТОР АПОСТОЛАНИЙ МАКЕДОНЕ | “ |

На 22 май 2003 година Националният институт за паметници на културата обявява храма за архитектурно-художествен паметник на културата с национално значение. В същата година църковният двор е ограден с масивна каменна ограда, украсена с декоративни платна, благодарение на дарения от населението и местни фирми.

## Стенописи
В 1885 година видните български зографи, представителите на Дебърската художествена школа Христо Благоев и Михаил Благоев работят в църквата „Свети Николай“ в Негован. Стенописите в Негован покриват всички стени на църквата и макар да не са подписани, те много приличат на подписаните в Долнопасарелския манастир, а и имената на зографите са запомнени от стари църковни настоятели. Дело на двамата са и няколко иконостасни икони – на Свети Георги, Свети Димитър, Св. св. Кирил и Методий, Света Троца, както и апостолските и целувателните икони.
- Стенописи в западния трем